# Mazda 121
Mazda 121 er et navn der er benyttet for en række biler fremstillet af den japanske bilfabrikant Mazda til forskellige eksportmarkeder fra 1975 til 2003.
- 1975–1981 — En variant med stempelmotor af anden generation af sportsvognen Mazda Cosmo.
- 1987–1990 — Første generation af Mazda 121 som minibil, solgt som Kia Pride i Danmark 1996-2000 og som Ford Festiva i andre lande.
- 1990–1995 — Autozam Revue minibil, firedørs sedan.
- 1996–2003 — Første generation Mazda Demio minibil bygget på platformen fra Mazda 121 DB og solgt sideløbende med den Fiesta-baserede 121.
- 1996–2000 — En model, der var baseret på Fords fjerde generation af minibilen Ford Fiesta, og blev solgt på en række europæiske markeder, herunder i Danmark.
- 2000–2003 — En faceliftet udgave, baseret på femte generation af Ford Fiesta.

## 121 (DA, 1987−1990)
Den mellem oktober 1987 og oktober 1990 byggede første generation af 121 med typenummeret DA var et joint venture med Ford og Kia, hvis tilsvarende modeller hed Festiva hhv. Pride.
Udstyret i Mazda 121 var relativt basalt (ingen centrallås, ingen el-ruder og ingen servostyring). På trods af de kompakte ydermål var der tilstrækkelig kabineplads, også bagi hvilket blev muliggjort med et forskydeligt bagsæde. Mekanismen (ligesom på forsædet) kunne betjenes fra såvel bagsædet som bagagerummet. Det var derved muligt at gøre bagagerummet ca. 20 cm større i længden. Derudover kunne bagsædets ryglæn ikke kun klappes frem, men også tilbage. Derved var det muligt (efter fjernelse af nakkestøtterne) at lave en komplet liggeflade.
121 DA kunne også fås med elektrisk stoftag, den såkaldte Canvas Top, som Mazda 121 CT.

### Tekniske data
|                                                | 1.1                            | 1.3                 | 1.3                            |
| Byggeår                                        | 1987−1990                      | 1989−1990           | 1987−1990                      |
| Motordata                                      |                                |                     |                                |
| Motorkode                                      | B1                             | B3                  | B3                             |
| Motortype                                      | R4-benzinmotor                 | R4-benzinmotor      | R4-benzinmotor                 |
| Antal ventiler pr. cylinder                    | 2                              | 2                   | 2                              |
| Ventilstyring                                  | OHC, tandrem                   | OHC, tandrem        | OHC, tandrem                   |
| Fødesystem                                     | Karburator                     | Karburator          | Karburator                     |
| Trykladning                                    | –                              | –                   | –                              |
| Køling                                         | Vandkøling                     | Vandkøling          | Vandkøling                     |
| Boring × slaglængde                            | 68,0 × 78,4 mm                 | 71,0 × 83,6 mm      | 71,0 × 83,6 mm                 |
| Slagvolume                                     | 1138 cm³                       | 1324 cm³            | 1324 cm³                       |
| Kompressionsforhold                            | 9,7:1                          | 9,4:1               | 9,4:1                          |
| Maks. effekt ved omdr./min.                    | 41 kW (56 hk) 5800             | 40 kW (55 hk) 5000  | 44 kW (60 hk) 5500             |
| Maks. drejningsmoment ved omdr./min.           | 88 Nm 3600                     | 98 Nm 3500          | 100 Nm 3000                    |
| Kraftoverførsel                                |                                |                     |                                |
| Drivende hjul                                  | Forhjul                        | Forhjul             | Forhjul                        |
| Gearkasse (standardudstyr)                     | 4-trins manuel                 | 5-trins manuel      | 5-trins manuel                 |
| Gearkasse (ekstraudstyr)                       | 5-trins manuel                 | –                   | –                              |
| Præstationer                                   |                                |                     |                                |
| Topfart                                        | 152 km/t                       | 149 km/t            | 150 km/t                       |
| Acceleration 0-100 km/t                        | 13,3 sek.                      | 13,4 sek.           | 12,0 sek.                      |
| Brændstofforbrug pr. 100 km ved blandet kørsel | 6,8 liter Blyfri/ blyholdig 91 | 7,3 liter Blyfri 91 | 7,2 liter Blyfri/ blyholdig 91 |

## 121 (DB, 1990−1995)
121 DB, bygget mellem november 1990 og december 1995 (udenfor Europa kaldet Autozam Revue), var udviklet af Mazda selv og var ikke længere en hatchback, men derimod en sedan. På grund af sit runde udseende fik denne generation flere øgenavne såsom "æg", "osteklokke", "bowlerhat", "Bubble Car" eller "Bedstemor And-bil". Idéen med designet var, at bilen hverken skulle have hjørner eller kanter. Denne idé blev i vidt omfang også realiseret.
I modsætning til sin forgænger var DB bedre forarbejdet i kabinen. Alt efter version var udstyret også mere omfangsrigt med bl.a. belyst tændingslås, centrallås og el-ruder foran. Denne model kunne også fås med klimaanlæg. Ligesom forgængeren kunne 121 DB også fås med Canvas Top. I modsætning til DA kunne Canvas Top'en både åbnes forfra og bagud og bagfra og fremad. De enkelte modelvarianter adskilte sig bortset fra motoren også i lakeringen; hvor kofangerne på basismodellen var af sort plastic, var de i kombination med den stærkere motor lakeret i bilens farve. Det samme gjaldt sidespejlene.
- Mazda 121 (1994–1995)
- Bagfra

### Tekniske data
|                                                | 1.1 L1                         | 1.3 L/LX            | 1.3 GLX                         |
| Byggeår                                        | 11/1990−1993                   | 11/1990−12/1995     | 11/1990−12/1995                 |
| Motordata                                      |                                |                     |                                 |
| Motorkode                                      | B1                             | B3                  | B3                              |
| Motortype                                      | R4-benzinmotor                 | R4-benzinmotor      | R4-benzinmotor                  |
| Antal ventiler pr. cylinder                    | 2                              | 4                   | 4                               |
| Ventilstyring                                  | OHC, tandrem                   | OHC, tandrem        | OHC, tandrem                    |
| Fødesystem                                     | Karburator                     | Monopoint           | Monopoint                       |
| Trykladning                                    | –                              | –                   | –                               |
| Køling                                         | Vandkøling                     | Vandkøling          | Vandkøling                      |
| Boring × slaglængde                            | 68,0 × 78,4 mm                 | 71,0 × 83,6 mm      | 71,0 × 83,6 mm                  |
| Slagvolume                                     | 1138 cm³                       | 1324 cm³            | 1324 cm³                        |
| Kompressionsforhold                            | 9,4:1                          | 9,4:1               | 9,4:1                           |
| Maks. effekt ved omdr./min.                    | 40 kW (54 hk) 5600             | 39 kW (53 hk) 5500  | 53 kW (72 hk) 6000              |
| Maks. drejningsmoment ved omdr./min.           | 86 Nm 3600                     | 97 Nm 3000          | 104 Nm 3700                     |
| Kraftoverførsel                                |                                |                     |                                 |
| Drivende hjul                                  | Forhjul                        | Forhjul             | Forhjul                         |
| Gearkasse (standardudstyr)                     | 5-trins manuel                 | 5-trins manuel      | 5-trins manuel                  |
| Gearkasse (ekstraudstyr)                       | –                              | –                   | 4-trins automatisk              |
| Præstationer2                                  |                                |                     |                                 |
| Topfart                                        | 146 km/t                       | 150 km/t            | 165 km/t (150 km/t)             |
| Acceleration 0-100 km/t                        | 15,4 sek.                      | 13,7 sek.           | 11,4 sek. (15,8 sek.)           |
| Brændstofforbrug pr. 100 km ved blandet kørsel | 6,6 liter Blyfri/ blyholdig 92 | 7,1 liter Blyfri 92 | 7,1 liter (7,9 liter) Blyfri 92 |

Bemærk: Begge 1,3-motorerne er mekanisk identiske; den forskellige effekt opnås udelukkende gennem motorstyringssoftwaren.

## 121 (JASM/JBSM, 1996−2003)
I januar 1996 blev DB afløst af den som JASM (femdørs) hhv. JBSM (tredørs) betegnede tredje generation. Denne var igen bygget i joint venture med Ford og delte dermed den tekniske basis såvel som designet med Ford Fiesta. Begge modeller adskilte sig kun gennem logoet og let modificerede front- og hækskørter.
I starten af 2000 fik 121 et facelift med blandt andet nye lygter og modificerede skørter.
I modsætning til Fiesta var tredje generation af Mazda 121 ikke nogen stor salgssucces. I april 2003 udgik modellen af produktion og "overlevede" derved forbilledet med lidt over et år. Efterfølgeren hed Mazda2 og var igen baseret på Ford Fiesta.

### Sikkerhed
Den stort set identiske Ford Fiesta er i 1997 blevet kollisionstestet af Euro NCAP med et resultat på tre stjerner ud af fem mulige.
Det svenske forsikringsselskab Folksam vurderer flere forskellige bilmodeller ud fra oplysninger fra virkelige ulykker, hvorved risikoen for død eller invaliditet i tilfælde af en ulykke måles. I rapporterne Hur säker är bilen? er/var den stort set identiske Ford Fiesta klassificeret som følger:
- 2005: Som middelbilen[7]
- 2007: Dårligere end middelbilen[8]
- 2009: Dårligere end middelbilen[9]
- 2011: Dårligere end middelbilen[10]
- 2013: Mindst 40 % dårligere end middelbilen[11]
- 2015: Mindst 40 % dårligere end middelbilen[12]
- 2017: Mindst 20 % dårligere end middelbilen[13]

- 121 femdørs bagfra
- Mazda 121 tredørs
(1996–2000)

### Tekniske data
|                                                | 1.25 16V              | 1.3 EGI1           | 1.3 EGI             | 1.8 DE1            |
| Byggeår                                        | 1996−2003             | 1996−2003          | 1996−2003           | 1996−1997          |
| Motordata                                      |                       |                    |                     |                    |
| Motorkode                                      | DHA                   |                    | J4C                 |                    |
| Motortype                                      | R4-benzinmotor        | R4-benzinmotor     | R4-benzinmotor      | R4-dieselmotor     |
| Antal ventiler pr. cylinder                    | 4                     | 2                  | 2                   | 2                  |
| Ventilstyring                                  | DOHC, tandrem         | OHV, kæde          | OHV, kæde           | OHC, tandrem       |
| Fødesystem                                     | Multipoint            | Multipoint         | Multipoint          | Hvirvelkammer      |
| Trykladning                                    | –                     | –                  | –                   | –                  |
| Køling                                         | Vandkøling            | Vandkøling         | Vandkøling          | Vandkøling         |
| Boring × slaglængde                            | 71,9 × 76,5 mm        | 74,0 × 75,5 mm     | 74,0 × 75,5 mm      | 82,5 × 82,0 mm     |
| Slagvolume                                     | 1242 cm³              | 1299 cm³           | 1299 cm³            | 1753 cm³           |
| Kompressionsforhold                            | 10,0:1                | 9,5:1              | 9,5:1               | 21,5:1             |
| Maks. effekt ved omdr./min.                    | 55 kW (75 hk) 5200    | 37 kW (50 hk) 4500 | 44 kW (60 hk) 5000  | 44 kW (60 hk) 4800 |
| Maks. drejningsmoment ved omdr./min.           | 106 Nm 4000           | 93 Nm 2500         | 103 Nm 2500         | 106 Nm 2500        |
| Kraftoverførsel                                |                       |                    |                     |                    |
| Drivende hjul                                  | Forhjul               | Forhjul            | Forhjul             | Forhjul            |
| Gearkasse (standardudstyr)                     | 5-trins manuel        | 5-trins manuel     | 5-trins manuel      | 5-trins manuel     |
| Gearkasse (ekstraudstyr)                       | Trinløs CVT           | –                  | –                   | –                  |
| Præstationer                                   |                       |                    |                     |                    |
| Topfart                                        | 170 km/t (160 km/t)   | 143 km/t           | 153 km/t            | 152 km/t           |
| Acceleration 0-100 km/t                        | 12,7 sek. (15,6 sek.) | 19,5 sek.          | 15,9 sek.           | 17,4 sek.          |
| Brændstofforbrug pr. 100 km ved blandet kørsel | 7,5 liter Blyfri 95   |                    | 7,6 liter Blyfri 95 | 6,4 liter Diesel   |

Bemærk: Begge 1,3 EGI-motorerne er mekanisk identiske; den forskellige effekt opnås udelukkende gennem motorstyringssoftwaren.

## Svage sider
- Motorerne er ikke E10-kompatible.[16]